# Eduard Hemptenmacher
Eduard August Hemptenmacher – niemiecki armator i kupiec związany z Pomorzem Zachodnim, radca miejski Darłowa.

## Kariera armatorska

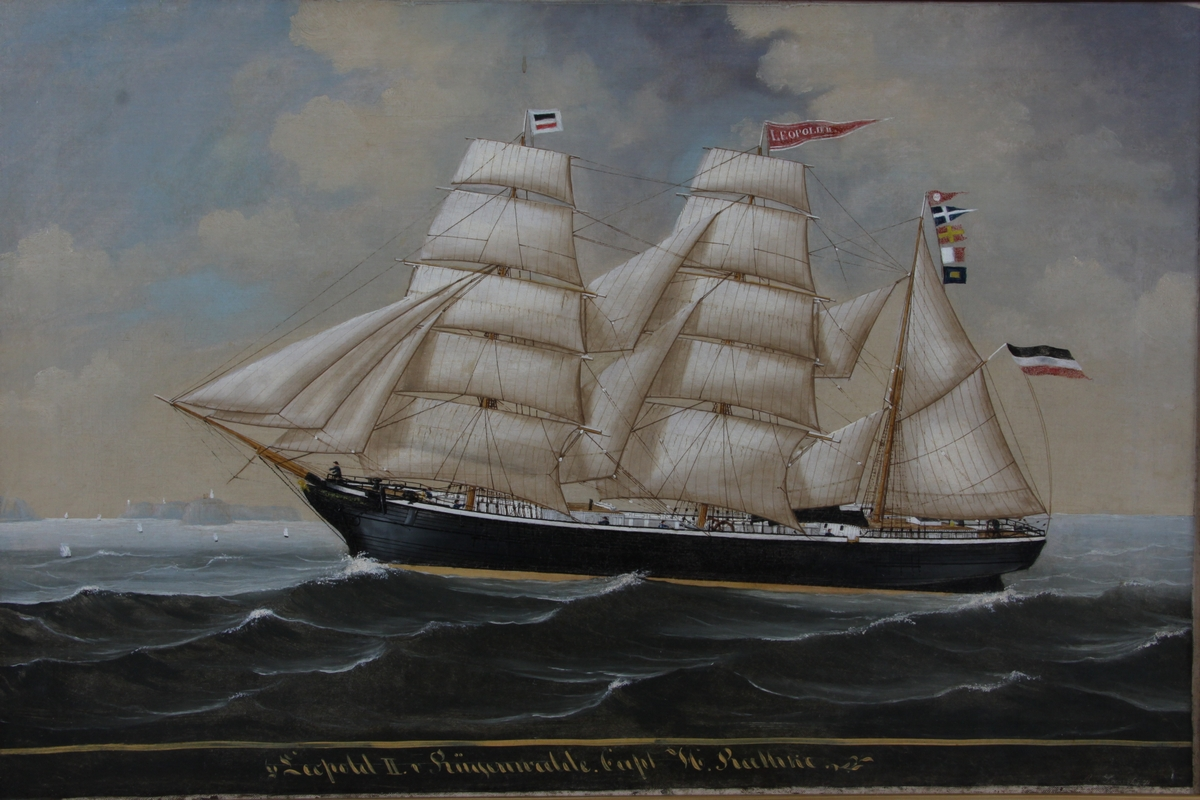
Obraz Portret kapitański barku Leopold II aut. Augusta Lasczky z 1871 roku. Barka Leopold II została zbudowana w 1861 roku, w chwili powstania obrazu należała do E. Hemptenmachera.

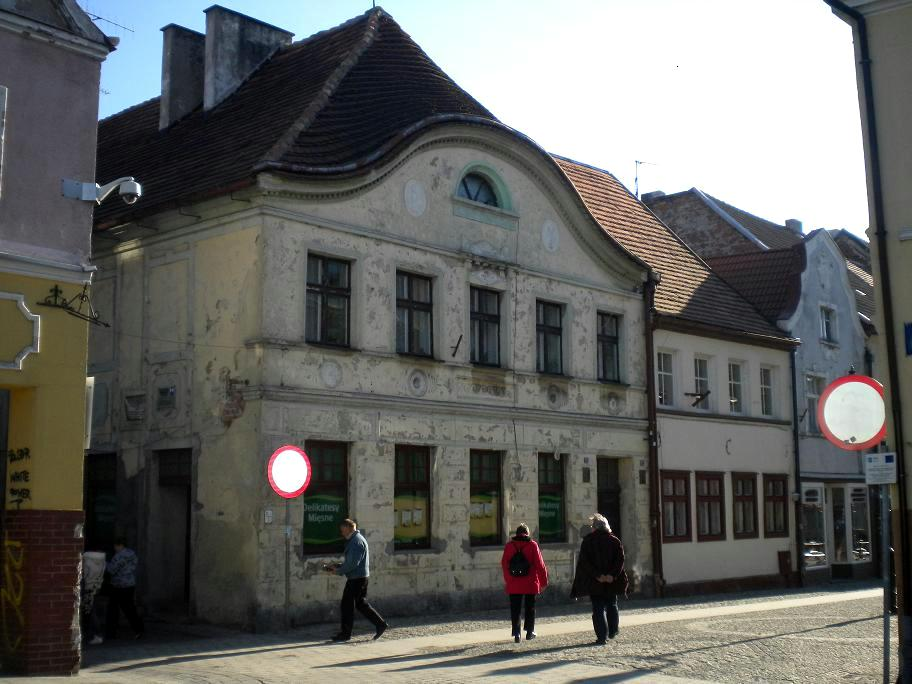
Kamienica pod Kogą w Darłowie, siedziba firmy armatorskiej Hemptenmachera. Widok sprzed renowacji

W 1798 roku zamieszkał wraz z rodzicami w Rügenwalde, obecnym Darłowie. Tu został wspólnikiem Christiana Friedricha Bahna, właściciela Towarzystwa Żeglugowego pod nazwą C.F. Bahn et Comp. in Rügenwalde, założonego w 1802 roku. Firma żeglugowa Bahna dysponowała własną flotą. Po śmierci Bahna w 1834 roku Hemptenmacher został zarządcą firmy. Jednocześnie stał się właścicielem gotyckiej kamienicy, w której firma miała swoją siedzibę. Budynek jest dziś znany pod nazwą Kamienica Hemptenmacherów i stanowi jeden z zabytków miasta. W połowie XIX wieku dokonał on przebudowy domu, przy okazji której wmurowano w jego elewację tablicę z nieotaklowanym żaglowcem - kogą, symbolem własności przez armatora. Dzięki temu detalowi budynek jest dziś znany także pod drugą nazwą - Kamienica pod Kogą.
W latach 1840 i 1842 Hemptenmacher zakupił dwa majątki ziemskie. Pozyskiwał z nich drewno, następnie spławiał je Wieprzą i Grabową do portu i z zyskiem sprzedawał. Trudnił się też jako radca handlowy. W 1845 roku zaczął prowadzić firmę armatorską pod własną szyldem. W tym czasie doprowadził ją do największego rozkwitu w jej historii. W latach 1860–1870 firma E. Hemptenmacher dysponowała 52 żaglowcami o ładowności od 700 do 1846 m³, które poruszały się po trzech oceanach i wielu morzach świata. W 1865 roku Hemptenmacher przyjął wspólnika, właściciela tartaku z Darłowa imieniem Eduard John. Później został on zięciem armatora, żeniąc się z jego córką Marią. W tym czasie (1868) firma dysponowała już tylko 27 żaglowcami. W latach 70. i 80. Hempntemacher próbował dokonać modernizacji firmy, wyprzedając żaglowce i zakupując w ich miejsce parowce, kolejno w latach 1871 (Amalia), 1875 (Rügenwalde), 1880 (Wipper) i 1882 (Adler). W 1888 roku właścicielem firmy został Eduard John.

## Fundacje i działalność społeczna

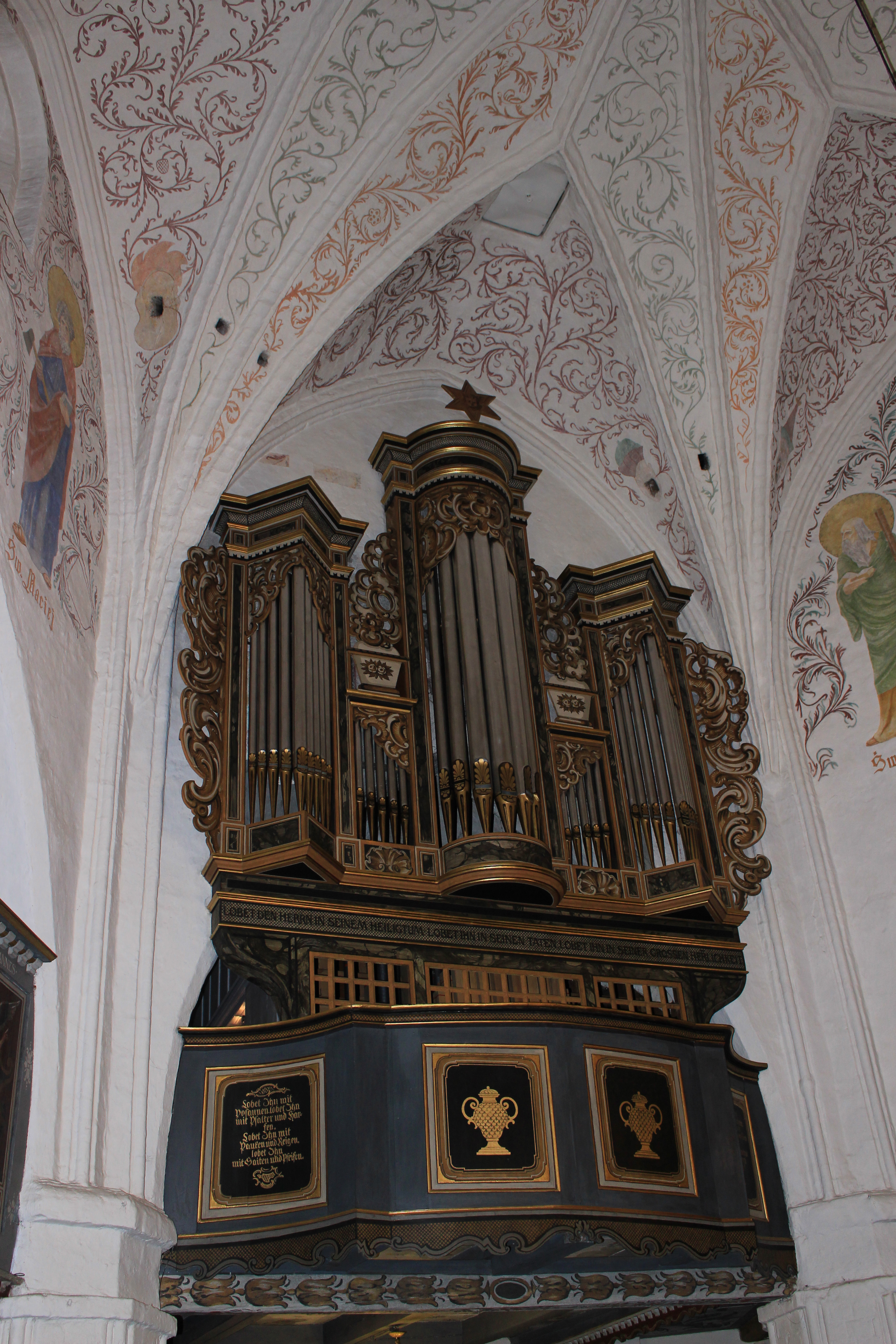
Organy w Kościele św. Gertrudy, ufundowane przez E. Hemptenmachera

Był radcą miejskim. Z ramienia komisji lokalnej został w 1867 roku przewodniczącym nowo powstałej stacji ratownictwa morskiego w Rügenwalde. W tym czasie stacja dysponowała żelazną, 10-wiosłową łodzią typu Francis, zakupioną rok wcześniej. Następcą Hemptenmachera na tym stanowisku został były kapitan i strażnik plażowy Gehlhar.
W 1860 roku ufundował organy dla Kościoła św. Gertrudy w Darłowie. Oryginalny instrument nie zachował się do dziś, w 1997 roku organmistrz Józef Mollin dokonał jego rekonstrukcji. W 1912 roku instrument zyskał neobarokowy prospekt. Wraz z nim stanowią cenny zabytek Kościoła.

### Udział w wyborach do Reichstagu
W 1867 roku dwukrotnie kandydował z list partii Narodowo-Liberalnej (Nationalliberale Partei) do  Reichstagu z okręgu Bytów-Miastko-Sławno 
(niem. Bütow-Rummelsburg-Schlawe). W wyborach do Reichstagu konstytucyjnego z 12 lutego otrzymał 4221 spośród 18681 oddanych głosów (22,6%), przy frekwencji wynoszącej ok. 75%. Mandat uzyskał wtedy hrabia Werner Georg von Blumenthal-Suckow z Partii Konserwatywnej. Drugi najlepszy wynik uzyskał Martin von Denzin, także konserwatysta. Pozostałych 14 kandydatów zdobyło łącznie 375 głosów. Hemptenmacher uzyskał najlepszy wynik w obwodach wiejskich powiatu sławieńskiego - 38,3% głosów. Według prof. Józefa Lindmajera mieszkańcy wsi cenili armatora jako pracodawcę dla wielu rodzin wiejskich, zwłaszcza zatrudnionych przy wyrębie i spławianiu drewna. Głosowanie ujawniło też podział na miasta zorientowane konserwatywnie i w liberalnie. Największe poparcie Hemptenmacher uzyskał w Miastku - 324 głosów, tj. ponad cztery więcej niż obaj kontrkandydaci z partii konserwatywnej. Dobry wynik otrzymał w Darłowie - 221 głosów, czyli dwukrotnie więcej niż obaj przeciwnicy. Armator wygrał też w Sławnie (259 głosów), Sianowie (161) i Polanowie (113). W wyborach do Reichstagu kadencyjnego z dnia 31 sierpnia Hemptenmacher uzyskał 328 na 9755 oddanych głosów (3,4%). Po raz ostatni armator wystartował w głosowaniu z dnia 3 marca 1871 roku, uzyskując w całym okręgu 6 głosów.

## Rodzina
Jego syn Julius Eduard był auskultatorem (praktykantem sądowym) sądu apelacyjnego w Koszalinie i radcą sądu okręgowego w Słupsku. Córka Marie była żoną Eduarda Johna, konsula i kupca, późniejszego następcy Hemptenmachera jako właściciela firmy armatorskiej. Julius i Marie ufundowali w  1905 roku zegar dla Kościoła Mariackiego w Darłowie, działający do dziś. Marie John ofiarowała także marmurową rzeźbę na ołtarz w Kościoła, a w 1908 roku wspomogła renowację Kościoła św. Gertrudy. W 1919 roku Marie i Eduard John ufundowali budowę pomnika-fontanny rybaka na rynku w Darłowie, jeden z ważniejszych zabytków i symboli miasta. Kolejnymi właścicielami firmy armatorskiej Hemptenmachera byli Paul John, syn Eduarda i Marii, a następnie Dietrich Kranitzki - mąż Blanki, córki Paula i Marii John. W 2013 roku Ute Kranitzki, żona Wolfa-Dietricha Kranitzkiego a synowa Dietricha, przekazała za pośrednictwem Niemiecko-Polskiej Fundacji Ochrony Zabytków Kultury sto tysięcy euro na rzecz renowacji Kamienicy pod Kogą w Darłowie.